# Superorganisme

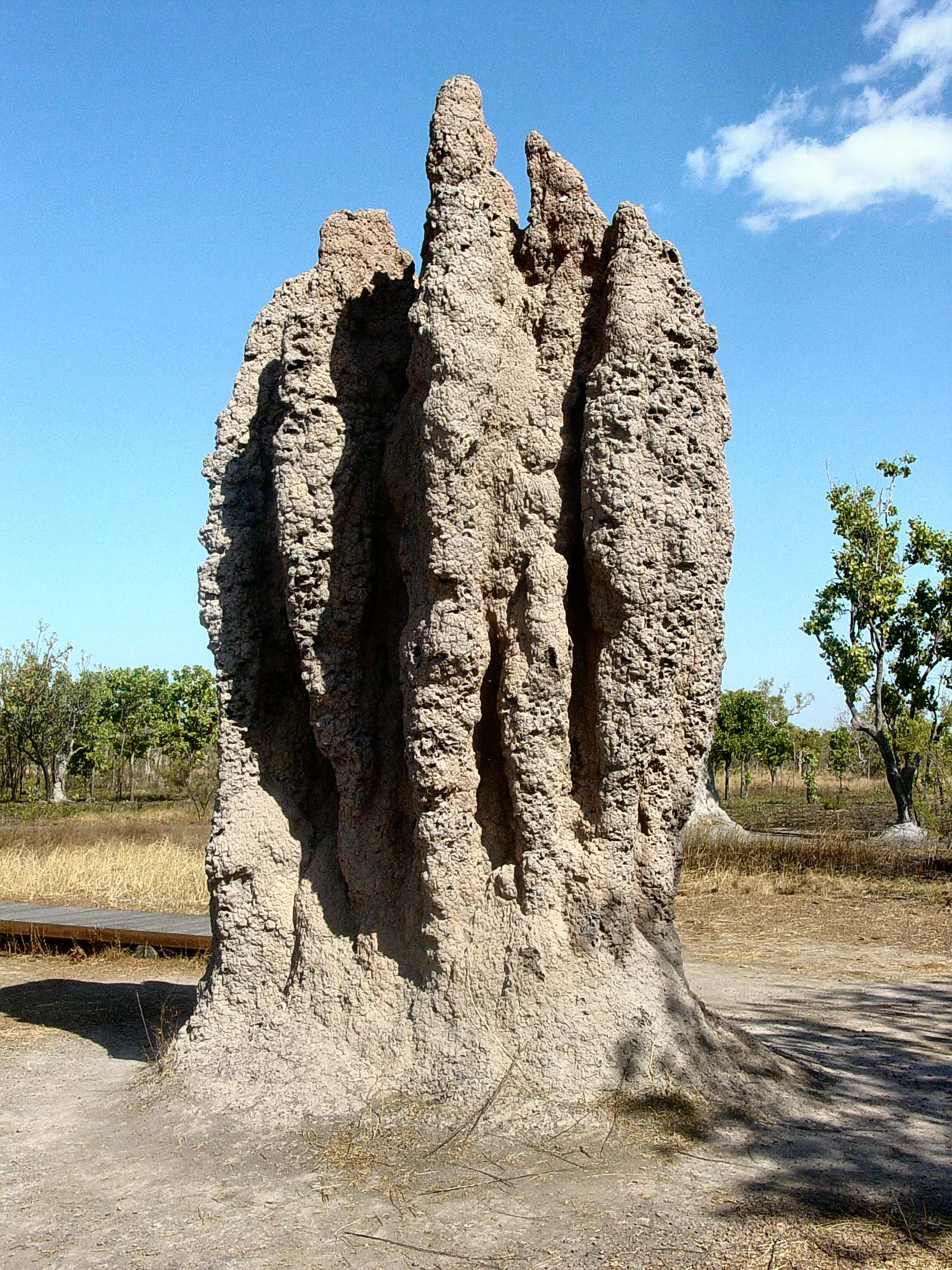
Une termitière

Un superorganisme est un organisme composé de nombreux individus. C'est en général une unité d'animaux eusociaux, où la division du travail est hautement spécialisée et où les individus isolés ne sont pas aptes à vivre par eux-mêmes sur de longues périodes.
Les insectes sociaux comme les fourmis ou les abeilles sont l'exemple le plus connu de superorganisme, mais on peut appliquer ce concept à d'autres communautés d'individus ou d'espèces. La théorie du superorganisme a notamment des applications en cybernétique.

## Définition
Dans le cadre de l'étude des insectes sociaux, le terme superorganisme fut forgé en 1928 par l'entomologiste William Morton Wheeler.
Un superorganisme est une colonie d'individus travaillant de concert pour produire un phénomène gouverné par la collectivité, le phénomène incluant toute activité « voulue par la colonie » comme collecter de la nourriture ou choisir un nouveau site de nidification. C’est un concept sociobiologique selon lequel une organisation sociale, comme une communauté, transcende les organismes biologiques qui la composent.

## Extensions du concept
On peut aussi voir le monde entier comme un superorganisme : il s'agit de l'hypothèse Gaïa. Dans un même ordre d'idées, l'écrivain et penseur des années soixante Timothy Leary suggère qu’il n’y a en réalité qu’un seul organisme sur la Terre : l’ADN. Il décrit toutes les espèces et les formes de vie physiquement indépendantes du superorganisme, et leur but : grandir sur la planète. Il clame aussi que l’ADN a précédemment grandi pour s’installer sur Terre, rejoignant les idées de panspermie.
Quelques scientifiques proposent de voir l'être humain comme un supraorganisme (à ne pas confondre avec un superorganisme) du fait du système digestif qui contient 1013 à 1014 micro-organismes dont le génome collectif contient au moins 100 fois plus de gènes que notre propre génome, d'autres scientifiques proposent la théorie de l'hologénome (signifiant littéralement génome total), l'être humain étant un « holobionte » dont « l’hologénome » est constitué du génome humain et du génome de son microbiote,.

## Caractéristiques
Selon Reina, les superorganismes répondraient à certaines lois qui régissent les organismes, en l’occurrence des lois de la psychophysique.

## Exemples

### Insectes sociaux
Tous les insectes "sociaux" (fourmis, abeilles, termites...) ont les caractéristiques suivantes [source insuffisante] :
- L’existence d’un lieu de vie commun (le "nid"), permettant entre autres la gestion d'un stock de nourriture et la protection des larves ;
- La longévité du ou des individus reproducteurs (la "reine") ;
- La répartition des tâches dans la colonie, avec spécialisation des individus ("castes") ;
- La communication entre tous les constituants du groupe social (phéromones, vibrations…).

Une abeille est un individu, mais la "division du travail" est si importante qu'elle est avant tout « ouvrière » ou « reine ». Seule, l'abeille ne peut survivre, elle n'est guère plus qu'une pièce dans le puzzle social.

### Siphonophores

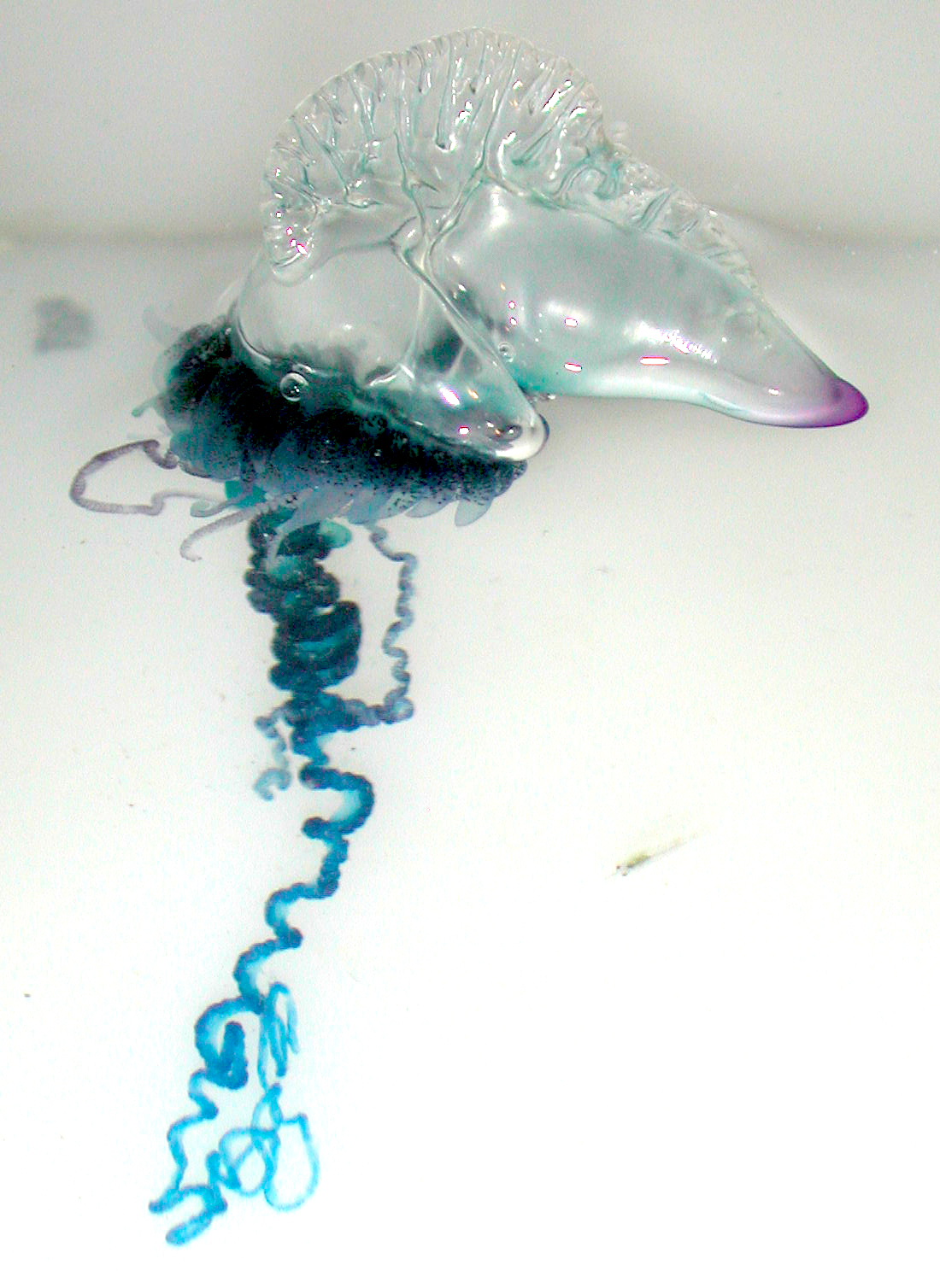
Une physalie de la famille des siphonophores.

Les siphonophores (Siphonophora) sont un ordre de cnidaires marins pélagiques ayant la particularité de vivre dans des colonies où chaque polype possède une tâche spécialisée. Ce que l'on pense alors être un individu unique est en fait un regroupement d'individus, pouvant dans certains cas atteindre plusieurs milliers de polypes. Il existe quatre types de polypes spécialisés : le flotteur (pneumatophore), ceux aidant à la locomotion (cloches natatoires), à la nutrition (cloche de chasse, possédant des filaments urticants), ainsi qu'à la reproduction. De plus de nombreuses espèces sont bioluminescentes, et possèdent des nematocystes extrêmement urticants. Ces animaux se sont d'ailleurs spécialisés dans un système de pêche au filet très efficace pouvant capturer massivement des petites proies planctoniques et nectoniques et se protéger facilement d'éventuels prédateurs.
Certaines espèces de grandes profondeurs pourraient atteindre des dimensions colossales et vivre plus d'un siècle.

## Sociologie
En sociologie, le concept de « superorganisme » est développé par le philosophe Herbert Spencer qui introduit le terme « superorganique » (en anglais super-organic) dans ses ouvrages First Principles (1862) et The Principles of Sociology (1876),.
Le premier chapitre des Principes de Sociologie s'intitule  « Évolution superorganique ».
Spencer considère que les processus d'évolution inorganique (ou non-organique) et d'évolution organique sont suivis par le phénomène d'évolution superorganique concernant le monde des organismes sociaux.
Le titre du deuxième chapitre de la seconde partie des Principes de Sociologie affirme que « la société est un organisme ».
Spencer se concentre sur l'organisation sociale, bien qu'il s'agisse apparemment d'une distinction entre l'organique et le social, et non pas d'une identité : il explore la nature holistique de la société en tant qu'organisme social, tout en distinguant les manières dont la société ne se comporte pas comme un organisme. Pour Spencer, l'expression « superorganique » correspond à une propriété émergente des organismes en interaction, c'est-à-dire des êtres humains.

## Applications en cybernétique
Les superorganismes sont importants en cybernétique et notamment en biocybernétique. En effet, un superorganisme peut être considéré comme une forme d'intelligence collective, un système dans lequel des individus avec une intelligence et des informations limitées sont capables de mettre en commun leurs ressources pour accomplir un objectif au-delà des capacités individuelles.